# I'm the Greatest
〈I'm the Greatest〉는 영국의 음악가 존 레논이 쓴 곡으로, 1973년 링고 스타의 음반 《Ringo》의 첫 곡으로 발매되었다. 스타, 레논, 조지 해리슨이 등장하면서, 1970년 해체와 1980년 레논의 사망 사이에 세 명의 이전 비틀즈가 함께 녹음한 것은 이번이 처음이다. 레논은 1970년 12월 그의 명성에 대한 비꼬는 말로 이 노래를 썼고 후에 스타가 부를 곡을 만들었다. 무하마드 알리의 캐치프레이즈 중 하나를 따라 이름 붙여진 이 노래는 비틀즈의 1967년 음반 《Sgt. Pepper's Lonely Hearts Club Band》의 연극 개념을 부분적으로 상기시킨다.